# Rafał Wolski
Rafał Wolski (Kozienice, el 10 de novembre de 1992) és un jugador de futbol polonès que juga com a migcampista per Wisla Krakow cedit per l'ACF Fiorentina.